# La sombra del caminante
La sombra del caminante es una película colombiana de 2004 escrita y dirigida por Ciro Guerra, protagonizada por Lowin Allende, César Badillo y Julián Díaz.

## Sinopsis
Mañe (César Badillo) es un hombre en una dura situación económica. Ha perdido una pierna y como resultado está atascado en el desempleo, no tiene dinero para el arrendamiento y es la víctima de burlas y abusos de los jóvenes de su comunidad. Mientras recorre las calles en busca de una fuente de ingresos, conoce a un extraño hombre iletrado (Ignacio Prieto), un silletero que se dedica a cargar gente a su espalda por el centro de Bogotá, cobrando 500 pesos. Dada la manera en que pueden ayudarse mutuamente, ambos hombres entablan una curiosa amistad que hace su vida más llevadera y les permite compartir sus problemas personales. Pero ambos comparten un pasado violento producto del conflicto armado. Este pasado los une y a la vez los separa, como hombres que lo han perdido todo, excepto la esperanza de un nuevo comienzo.